# Абу Джандаль ибн Сухайль
Аль-Аси ибн Сухайль (араб. أالعاصي ابن سهيل‎ более известный как Абу Джандал араб. أبو جندل‎) — сподвижник исламского пророка Мухаммеда, который был первым человеком, вернувшимся в Мекку после Худайбийского мирного договора. Абу Джандал был также братом Абдуллы ибн Сухайля и сыном Сухайля ибн Амра, оратора курайшитов.

## Биография
Абу Джандал был одним из первых людей, кто принял ислам, следуя примеру своего брата Абдуллы ибн Сухайля. Из-за положения их отца Сухайля ибн Амра в руководстве курайшитов, Абу Джандаль и Абдулла подвергались преследованиям и скрывали свою веру. Абдулла принял ислам и ловко поскакал с авангардом курайшитов в Бадр, где он перешёл на другую сторону и присоединился к Мухаммеду и сражался против язычников курайшитов и своего отца на следующий день. Когда Сухайль узнал, что его второй сын стал мусульманином, он приказал избить его и запереть дома. Абу Джандаль оставался в этом состоянии под пристальным наблюдением и суровым наказанием в течение нескольких лет до времени заключения Худайбийского мирного договора.
Услышав, что Мухаммед находится недалеко от Мекки и идет, Абу Джандаль, связанный цепями, сбежал и побежал в лагерь мусульман в Худайбию. Мусульмане были потрясены, увидев его состояние. Согласно договору, любой мекканец, который попытается стать мусульманином и бежать в Медину без разрешения своего опекуна(ов), будет возвращен в Мекку. Увидев своего сына и поняв, что он пытается бежать под защиту Мухаммеда, Сухайль указал на своего сына и сообщил им, что он будет первым человеком, которого вернут курайшитам. Абу Джандаль воскликнул мусульманам, что они вернут его многобожникам, когда он придёт к ним как мусульманин. К сожалению, Мухаммеду пришлось вернуть Абу Джандаля, но он призвал его оставаться стойким.
Через некоторое время Абу Джандаль и другие люди, которые были возвращены в Мекку, подумали, что они просто сбегут из Мекки и поселятся где-нибудь в другом месте, кроме Медины. Сделав это, они смогли избежать преследований и позволили договору остаться нетронутым и уберечь себя от возвращения в Мекку. Абу Джандаль и другие во главе с Абу Басиром собрались в небольшом городе недалеко от побережья Джидды под названием Гуфар, и их новости распространились среди других, желающих сбежать из Мекки как мусульмане.
В конце концов, эта группа из примерно 70 человек с Абу Басиром и Абу Джандалем сформировала отряд налётчиков, чтобы разорить мекканские торговые караваны на пути в Сирию и обратно. Почти год курайшиты не могли пройти мимо Абу Джандаля и его приятелей, разрушив экономику Мекки. Затем курайшиты написали Мухаммеду в Медину, прося его принять людей из Гуфара в Медине и позволить им присоединиться к нему вдали от мекканских караванов. Абу Басир умер вскоре после того, как прочитал приглашение Мухаммеда в Медину, и Абу Джандаль повел караван людей и все накопленное ими богатство в Медину. Когда они прибыли в Медину, Абу Джандаль поприветствовал и воссоединился со своим братом Абдуллой. Некоторое время Абу Джандаль, Абдулла и все остальные спутники Мухаммеда оставались в Медине. Но некоторое время спустя Абдулла и Абу Джандаль вернулись в свой дом в Мекке и успешно убедили своего отца встретиться с Мухаммедом и принять ислам.
Позже, в 632 году, Абдулла отправился в битву при Аль-Ямаме и принял мученическую смерть. Абу Джандаль услышал новость о мученической смерти своего брата и сообщил об этом своему отцу. И Абу Джандаль, и его отец, Сухайл, оплакивали Абдуллу и решили присоединиться к мусульманской армии. После этого они сражались в каждой или почти каждой последующей битве, включая битву при Аль-Ярмуке.

## Смерть
Абу Джандаль умер во время чумы в Эммаусе на территории современной Иордании в 18 году хиджры или в 639 году н. э..